# Basso Giuba
Basso Giuba (in Somalo Jubbada Hoose; in araboجوبا السفلى Jūbbā as-Suflá) è una regione dello Stato federale dell'Oltregiuba, nel sud della Somalia.
Il capoluogo è Chisimaio. Altre località della regione sono Giumbo e Afmadù.

## Province
Il Basso Giuba è costituito dalle seguenti province:
- Afmadow
- Badhadhe
- Giamama
- Kismayo

Fanno parte della regione anche le isole dei Bagiuni

## Città principali
- Afmadù
- Badadda
- Burgao
- Chisimaio
- Giamama
- Giumbo
- Hagàr